# پیتر شومان
پیتر شومان (انگلیسی: Peter Schumann؛ زادهٔ ۱۱ ژوئن ۱۹۳۴) یک عروسک‌گردان اهل ایالات متحده آمریکا است. 
وی همچنین برنده جوایزی همچون کمک هزینه گوگنهایم شده است.